# Вивејк Рамасвами
Вивејк Ганапати Рамасвами (рођ. 9. августа 1985) је амерички предузетник, политичар и бивши председнички кандидат. 2014. године је основао фармацеутску компанију Roivant Sciences. У фебруару 2023. Рамасвами је прогласио своју кандидатуру за номинацију Републиканске странке на председничким изборима у Сједињеним Државама 2024. године.
Рамасвами је рођен у Синсинатију, његови родитељи су индијски имигранати. Дипломирао је на Харварду са дипломом биологије, а касније је стекао диплому права на Правном факултету Јејла. Рамасвами је радио као инвестициони партнер у хеџ-фонду пре него што је основао Roivant Sciences. Такође је суоснивач инвестиционе фирме Strive Asset Management.
Рамасвами тврди да су Сједињене Америчке Државе усред кризе националног идентитета изазване оним што он назива „новим секуларним религијама као што су КОВИД-изам, климатизам и родна идеологија“. Такође је критичар еколошких, друштвених и корпорацијских иницијатива за управљање (ЕДУ). У августу 2023, Форбс је проценио Рамасвамијеву нето вредност на више од 950 милиона долара. Његово богатство долази из биотехнолошких и финансијских индустрија.
Рамасвами је 2025. године објавио кандидатуру за гувернера Охаја на изборима који ће се одржати 3. новембра 2026. године.